# Выбор за лучшую жизнь — Борис Тадич
«Выбор за лучшую жизнь — Борис Тадич» (серб. Избор за бољи живот — Борис Тадић) — сербская политическая коалиция, сформированная вокруг фигуры действующего Президента Сербии того времени Бориса Тадича для участия в президентских и парламентских выборах 2012 года, предшественником которой была коалиция «За европейскую Сербию».

## Избирательная кампания

### Фон
Предыдущие президентские и парламентские выборы прошли в 2008 году, когда Республика Косово в одностроннем порядке провозгласила независимость, и только самая малая часть граждан Сербии выступила за то, чтобы отпустить регион. Общество по-разному восприняло политику, сосредоточенную на евроинтеграции страны, которую продолжал вести Президент Тадич. Не было однозначного мнения о должном отношении к западным странам, признавшим независимость Косова, поэтому основными оппонентами на предстоящих выборах стали евроскептики из партий Томислава Николича, вечного оппонента Бориса Тадича, и Воислава Коштуницы, бывшего премьер-министра, отправленного в отставку на фоне подписания Соглашения об ассоциации с Европейским союзом, с которым он был не согласен. Президент остался в меньшинстве на политической арене, выступая с позиций «и Косово, и ЕС», из-за чего был вынужден ввязать в коалиционное правительство «Социалистическую партию Сербии», жёстко против которой выступал ранее.
В начале апреля 2012 года Борис Тадич добровольно ушёл в отставку, чтобы президентские выборы совпали с парламентскими, тем самым желая сократить затраты бюджета.

### Учреждение коалиции
16 марта 2012 года коалиция была представлена избирателям, в неё вошли:

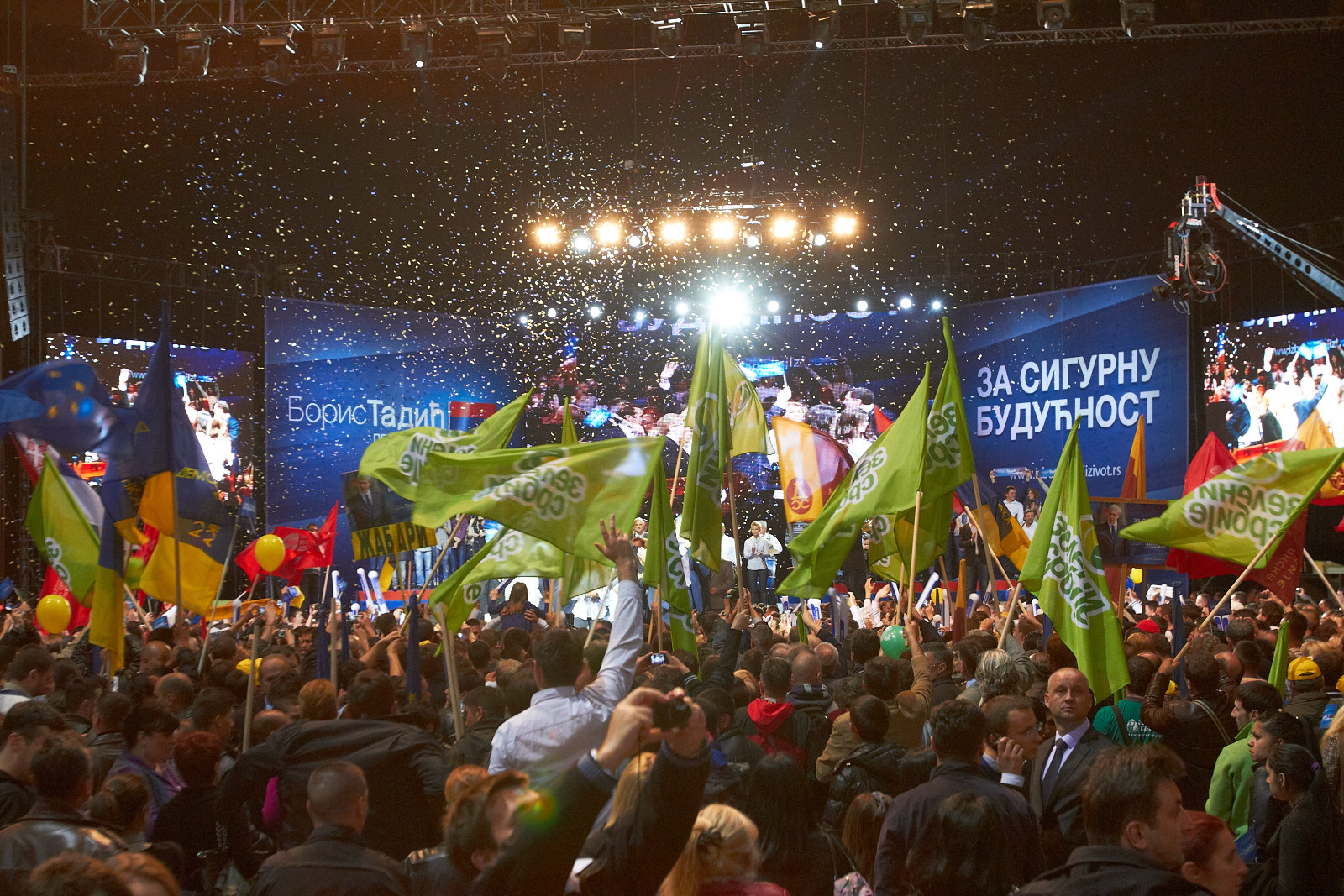
Заключительный съезд коалиции в Белграде в 2012 году.

| Партия                                      | Идеология                                        | Избранные депутаты |
| ------------------------------------------- | ------------------------------------------------ | ------------------ |
| «Демократическая партия»                    | социал-либерализм третий путь                    | 49 из 250          |
| «Социал-демократическая партия Сербии»      | социал-демократия                                | 10 из 250          |
| «Христианско-демократическая партия Сербии» | христианская демократия либеральный консерватизм | 3 из 250           |
| «Лига социал-демократов Воеводины»          | социал-демократия регионализм                    | 3 из 250           |
| «Демократический союз хорватов в Воеводине» | правоцентризм интересы хорватов регионализм      | 1 из 250           |
| «Зелёные Сербии»                            | зелёная политика                                 | 1 из 250           |

## Итоги выборов

### Президентские выборы
| Кандидат    | Первый тур        | Второй тур          | Результат    |
| ----------- | ----------------- | ------------------- | ------------ |
| Борис Тадич | 989 454 (26,50 %) | 1 481 952 (48,84 %) | Второе место |

### Парламентские выборы
| Коалиция                              | Голоса            | Результат    |
| ------------------------------------- | ----------------- | ------------ |
| «Выбор за лучшую жизнь — Борис Тадич» | 863 294 (22,07 %) | Второе место |

### Поствыборная деятельность
«Социалистическая партия Сербии» не решилась, как в прошлый раз, вступать в коалицию со сторонниками Бориса Тадича, а объединила свои усилия с «Сербской прогрессивной партией», которая стала новой партией власти, победив на всех выборах в качестве основного звена коалиции «Запустим Сербию — Томислав Николич». В июле 2012 года из «Выбора за лучшую жизнь» в новую правящую коалицию вошла также «Социал-демократическая партия Сербии». Таким образом, «Демократическая» и все прилегающие к ней партии перешли по итогам выборов в оппозицию.